# Vittorino Veronese
Vittorino Veronese, né le 1er mars 1910 à Vicence et mort le 3 septembre 1986 à Rome, est un avocat et homme politique italien, qui fut directeur général de l'UNESCO du 5 décembre 1958 au 2 novembre 1961.

## Biographie
Docteur en droit, Vittorino Veronese fut président de l'Action catholique italienne de 1946 à 1952. À ce titre, il a émis dès le départ des réserves sur la création, à la demande du pape Pie XII, par le vice-président Luigi Gedda (it) des Comitati Civici (it), une organisation visant à l'éducation et à la mobilisation civico-politique des catholiques en Italie, afin d'orienter la campagne électorale de 1948 dans le sens d'un choix de civilisation de tendance anti-communiste.